# Бородулина, Татьяна Александровна
Татьяна Александровна Бородулина (род. 22 декабря 1984, Омск) — российская спортсменка-шорт-трекистка. Заслуженный мастер спорта России (2005). Участница трёх Олимпийских игр в шорт-треке  2006,  2010 и  2014 годах, 5-кратная чемпионка Европы, 24-кратная чемпионка России (2001, 2005, 2012 - многоборье; 2001-2006, 2012, 2013 - 500 м; 2003-2005 - 1000 м; 2004, 2006, 2018 - 1500 м; 2001, 2003, 2004, 2011-2014 - эстафета 3000 м). Серебряный призёр (2003, 2004, 2011, 2013 - многоборье; 2001, 2013 - 1000 м; 2003, 2005, 2012 - 1500 м; 2002 - эстафета 3000 м) и бронзовый призёр (2018 - 500 м) чемпионатов России. Выступала за ВФСО «Динамо»

## Биография
Татьяна Бородулина родилась и выросла в семье швеи мамы Валентины Ивановны и мастера спорта по спортивной гимнастике Александра Бородулина. Она была чрезвычайно активным ребёнком. Пока родители были на работе, сама пыталась шить, вязать, стряпать. Так и заметил будущую спортсменку сосед по даче, бывший конькобежец Валерий Кузин. Он посоветовал отдать второклассницу в спорт и сам отвёл её в фигурное катание в возрасте 8-ми лет. С тех пор домашняя девочка резко переменилась.
В 1997 году, после долгих лет занятий фигурным катанием, ушла в шорт-трек и тренировалась сначала под руководством первого тренера Елены Самуиловны Тищенко. Она понимала, что, несмотря на отличное скольжение, прыжки не давались спортсменке, и, что успеха в фигурном катании ей не видать. Валентина Ивановна вспоминает, что ради спорта дочери пришлось многим пожертвовать. Школу заканчивала в перерывах между тренировками, ночами готовилась к экзаменам. Зато самостоятельно выучила английский.
Анатолий Иванович Брасалин –  тренер Татьяны Бородулиной, который, по словам спортсменки, привил ей любовь к спорту, помог ей достичь первых значительных побед. Татьяна Бородулина говорит обо одном из первых тренеров, как о человеке, который ее воспитал. В интервью с журналистами она отмечала, что своих самых выдающихся результатов добивалась в 2003, 2005 и 2006 годах, когда тренировалась под руководством Анатолия Ивановича Брасалина.   
С 2001 года занимала призовые места на чемпионате Европы, с 2004 года — в Кубке мира. Пятикратная чемпионка Европы в 2004 году в эстафете, в 2005 году (эстафета, многоборье, 500), в 2018 году-эстафета, серебряный призёр на дистанции 500, 1000 метров. Бронзовый призёр этапа Кубка мира в Бормио (Италия) на дистанции 1000 метров.
На Олимпийских играх 2006 года в Турине участвовала за сборную России. На дистанции 1000 метров пробилась в четвертьфинал, где была дисквалифицирована. На дистанции 1500 метров пробилась в финал и также была дисквалифицирована. Бородулина переехала в Австралию в 2006 году, получив дисквалификацию от российского шорт-трека за отсутствие на допинг-тесте и проживала в Саннибэнк-Хиллз, Брисбен. Она выиграла две золотые и бронзовую медали в сезоне Кубка мира по шорт-треку в 2009 году. 18 апреля 2009 года присоединилась к резерву австралийской армии, чтобы ускорить получение австралийского гражданства. 
В том же году приняла гражданство этой страны и некоторое время выступала за Австралию на международных спортивных соревнованиях, в том числе на Олимпийских играх 2010 года в Ванкувере, где заняла 7-е место на дистанции 1000 м и 11-е на дистанции 1500 м. Но она покинула Австралию после Олимпийских игр 2010 года и с 2011 года вновь выступала за сборную России. В 2013 году на чемпионате Европы в Мальмё заняла 4-е место в общем зачёте.
В январе 2014 года на чемпионате Европы в Дрездене она выиграла в беге на 500 м серебряную медаль, а на 1000 м бронзовую. В феврале принимала участие в зимних Олимпийских играх в Сочи. В квалификационном забеге на дистанции 500 м. допустила два фальстарта и была дисквалифицирована. Личный тренер Анатолий Брасалин настаивал на том, чтобы спортсменка продолжала свою спортивную карьеру вплоть до Олимпийских игр 2018 года.
В конце февраля 2016 года Татьяна Бородулина и Екатерина Константинова были под подозрением положительной пробы на мельдоний (милдронат). Они были выведены из состава сборной и не поехали на чемпионат мира в Сеул. Через 2 года в январе 2018 она отобралась в сборную и участвовала на чемпионате Европы в Дрездене, где выиграла в составе эстафетной команды золотую медаль. В марте она выиграла чемпионате России в Санкт-Петербурге на дистанции 1500 метров. В конце сезона Бородулина объявила о завершении карьеры спортсменки.

## Тренерская карьера
В 2018 году Татьяна Александровна перешла на тренерскую работу в сборной России. В 2022 году главный тренер покинула сборную России по шорт-треку, а в апреле 2023 года возглавила резервную команду сборной России, в состав которой вошли пять юниорок и пять юниоров.

## Личная жизнь
Татьяна Бородулина выпускница Сибирского государственного университета физической культуры (2002-2008). В 2006 году вынуждена была уехать на время из страны в Австралию из-за того, что у её тренера не складывались отношения с федерацией спорта, а страдала от этого она. Там, чтобы получить гражданство, Татьяна отправилась служить в армию. Гражданкой Австралии стала в сентябре 2009 года. В 2010 году вернулась в Россию.